# کری براونستین
کری براونـِستین (انگلیسی: Carrie Brownstein؛ زادهٔ ۲۷ سپتامبر ۱۹۷۴) یک خواننده، نوازنده گیتار، موسیقی‌دان، هنرپیشه و نویسنده اهل ایالات متحده آمریکا است.

## گزیدهٔ آثار

### سینما
- کارول (۲۰۱۵)

### تلویزیون
- پخش زنده شنبه شب (۲۰۱۳)
- سیمپسون‌ها (۲۰۱۲)